# Dogs Eating Dogs
Dogs Eating Dogs é o segundo EP da banda americana Blink-182, lançado em 18 de dezembro de 2012. Foi produzido pela própria banda e por Chris Holmes e é o primeiro trabalho lançado por eles depois de saírem da gravadora Interscope/DGC, em outubro de 2012. Foi também o último trabalho lançado com o membro fundador Tom DeLonge, antes de sua saída da banda, em janeiro de 2015 (sendo substituído pelo vocalista e guitarrista do Alkaline Trio, Matt Skiba).

## Faixas
| No. | Título               | Duração |
| --- | -------------------- | ------- |
| 1   | "When I Was Young"   | 3:28    |
| 2   | "Dogs Eating Dogs"   | 3:30    |
| 3   | "Disaster"           | 3:42    |
| 4   | "Boxing Day"         | 3:59    |
| 5   | "Pretty Little Girl" | 4:20    |

## Banda
blink - 182
- Tom DeLonge - guitarra, vocais e sintetizadores
- Mark Hoppus - baixo e vocais
- Travis Barker - bateria e percussão

Convidado
- Yelawolf - vocal em Pretty Little Girl